# Storena vicaria
Storena vicaria là một loài nhện trong họ Zodariidae.
Loài này thuộc chi Storena. Storena vicaria được Wladislaus Kulczynski miêu tả năm 1911.